# Hochvakuum-Metallbedampfung
Als Hochvakuum-Metallbedampfung (Englisch: Vacuum metal deposition) wird in der Forensik ein thermisches Beschichtungsverfahren bezeichnet, um Fingerabdrücke auf Oberflächen sichtbar zu machen.

## Verfahren
Im ersten Verfahrensschritt wird die zu untersuchende Oberfläche in eine Hochvakuumkammer (ca. 10−5 hPa) eingebracht und eine einatomige Goldlage aufgedampft. In den Bereichen, auf denen durch Fingerabdruck Fettreste anhaften, wird das Gold in den Verunreinigungen absorbiert. In den Zwischenräumen kann sich das Gold direkt an die Oberfläche anlagern. Im zweiten Verfahrensschritt wird eine dickere Schicht Zink aufgedampft. Zink bindet sich vornehmlich an andere Metalle, also verstärkt in den Zwischenräumen des Fingerabdruckes. Dadurch wird der Kontrast zwischen Fingerabdruck und Oberfläche erhöht und ein Negativ des Fingerabdruckes sichtbar. Der sichtbar gemachte Abdruck wird dann fotografisch gesichert.
Das Verfahren ist anwendbar auf nicht zu porösen Oberflächen, besonders Kunststoffen, z. B. auf Plastiktüten aus Polyethylen, aber auch auf Glas und Papier. Es hat Vorteile gegenüber einer Cyanacrylatbedampfung, wenn die Abdrücke gealtert sind oder das Cyanacrylat-Verfahren durch leichte Porosität der Oberfläche beeinträchtigt wird.
Für manche Oberflächenmaterialien (z. B. LDPE) wird auch ein Positiv des Fingerabdruckes beobachtet.
Erstmals wurde die forensische Technik der Hochvakuum-Metallbedampfung um 1976 in Großbritannien angewendet, seit 1991 auch in Deutschland. Im Laborversuch erwies sich das Verfahren auch als geeignet, Abdrücke auf Textilien sichtbar zu machen.